# Alfonso Martínez Garrido
Alfonso Martínez Garrido (Navalmoral de la Mata, Extremadura, 22 de novembre de 1936 - Madrid, 1996) fou un escriptor i periodista espanyol.

## Biografia
Va néixer a Navalmoral de la Mata (Càceres) el 1936. Els seus primers anys de vida els va passar a La Corunya i, en acabar la Guerra Civil Espanyola, es va traslladar amb la seva família a Madrid. El 1959 es va graduar a l'Escola Oficial de Periodisme. Es va donar a conèixer com a escriptor amb el llibre de poemes Ha nacido un hombre (1958). El 1964 va guanyar el Premi Nadal amb la novel·la El miedo y la esperanza. El 1967 va publicar El círculo vicioso, novel·la que aprofundeix en els plantejaments i tècniques del llibre anterior.
Com a periodista, va participar com a corresponsal de premsa i de la televisió espanyola en diversos llocs del món, especialment en conflictes bèl·lics, com Rússia, el Vietnam, el Líban i Israel. Aquestes vivències van influir en l'argument de les seves obres literàries. Va ser director d'El Faro de Ceuta, cofundador del Sol de España i corresponsal del diari Pueblo, entre d'altres.

## Obra
D'entre la seva obra, destaquen títols com:
- Ha nacido un hombre, poemari (1958).
- El miedo y la esperanza, novel·la, Ediciones Destino, S.A. (1965).
- El círculo vicioso, novel·la, Ediciones Destino, S.A. (1967).
- Destino Moscú, Ed. Sánchez Rodrigo (1971)
- Vietnam no era una fiesta, Mirasierra. Manuel García Lucero (1975).
- Los jueves, globos. 1982
- La leyenda de Pedro el raro, novel·la, Universitas Editorial (1987).
- Corner, Editorial Don Balón, S.A. (1992).
- Muerte por fusilamiento, novel·la, Editorial Planeta, S.A. (1992).
- El día señalado, novel·la, Editorial Planeta, S.A. (1992).

## Premis i distincions
- Premi Nadal de novel·la de 1964 per El miedo y la esperanza.
- Premi Gemma de novel·la curta de 1982 per Los jueves, globos.
- Premi de novel·la Felipe Trigo de Villanueva de la Serena (Badajoz) de 1985 per La leyenda de Pedro, el raro.